# Panga ya Saidi
Panga ya Saidi é uma caverna arqueológica localizada no condado de Kilifi, sudeste do Quênia, a cerca de 15 km do Oceano Índico nas colinas de calcário Dzitsoni.  O local da caverna possui ricos depósitos arqueológicos que datam da Idade da Pedra Média (280.000 anos atrás e terminou por volta de 50-25.000 anos atrás), Idade da Pedra Posterior (entre 50.000 e 39.000 anos atrás) e Idade do Ferro. Depósitos escavados preservam um registro incomumente longo de atividades humanas, de cerca de 78.000 anos atrás até cerca de 400 anos atrás, uma cronologia apoiada por datação por radiocarbono e datação por luminescência opticamente estimulada.  Panga ya Saidi tem sido um local importante para a pesquisa das origens humanas desde o início das escavações em 2010, como parte de uma parceria de longo prazo entre arqueólogos do Instituto Max Planck para a Ciência da História Humana (Alemanha) e os Museus Nacionais do Quênia ( Nairóbi).

## Configuração do sítio
O local está localizado na região da Costa de Nyali, no sul do Quênia. Esta área inclui os condados de Kilifi, Mombaça, Kwale. Esta região inclui o planalto de calcário Dzitsoni.

## Estratigrafia e datação
Com base em uma escavação de 3 metros de profundidade no sítio arqueológico, uma sequência de 19 camadas foi encontrada e dividida por três limites litográficos em quatro grupos. O grupo mais antigo consistia nas camadas 19-17 (datadas de 76.000-73.000 anos atrás) caracterizadas principalmente por aluvião de argila marrom-avermelhada com fragmentos de ossos, de conchas, de moluscos e mamíferos, e parece não ter nenhuma estrutura. A unidade é interpretada como um período de ocupação humana esporádica.